# Michel Kamano
Pour les articles homonymes, voir Kamano.
 (janvier 2024).
Michel Kamano est un député et homme politique guinéen.
Député de mars 2020 au 5 septembre 2021.

## Biographie

### Parcours académique
Il fait ses études supérieures à la faculté des sciences économiques et mathématiques de l'université de Kankan, il poursuit à la faculté des Sciences économiques de l'université de Montréal ainsi à l'institut de développement économique de la Banque Mondiale aux USA, à l’institut international de l'administration publique (IIAP) de la France et termine à l'institut de développement économique de l'Allemagne,.

### Parcours politique
En 1996 jusqu'à 1997 il a été ministre de la communication et de la culture ainsi porte parole du gouvernement, puis il occupe en 1994 il dévient ministre du plan et de la coopération internationale jusqu'à 1996, il continuent dans les années(1981 - 1994) étant directeur national du plan et du développement économique, après directeur national adjoint du plan et de la statistique(1976 - 1981) et dévient en 1975 commandant d'arrondissement (Sous-Préfet).
Il dévient député de 2020 à 2021 de la dernière législature de mars 2020 étant 1er questeur de l'assemblée nationale de la 9eme législative de la république de Guinée sous la présidence Alpha Condé.

## Distinction honorifique
·Commandeur de l'ordre national du mérite de la république de Guinée, décerné par S.E.M le président Lansana CONTÉ.
·Commandeur de l'ordre national du mérite de la république Française, décerné par S.E.M le président Valéry Giscard D'ESTAING,.